# توروو، شهرستان اول
توروو، شهرستان اول (به لاتین: Turowo, Ełk County) یک منطقهٔ مسکونی در لهستان است که در Gmina Kalinowo واقع شده‌است.